# Zurány
Zurány (más néven Zarándfalva, németül Zurndorf) mezőváros Ausztriában, Burgenland tartományban, a Nezsideri járásban.

## Fekvése
Nezsidertől 20 km-re északkeletre, a Lajta jobb partján fekszik.

## Története
1209-ben „Zarán” néven említik először. A honfoglalás után besenyő határtelepülés, nevét is besenyő személynévből származtatják. 1399-ben vásártartási jogot kapott, a 14–15. században királyi város („Civitas Zarand”) és határátkelő. Kiváltságait 1642-ben III. Ferdinánd megerősítette. Jelentőségét később elvesztette, egy 1555-ös oklevél már csak faluként említi. 1529-ben és 1683-ban a törökök lerombolták.
Vályi András szerint „CURNDORF. vagy Zarándfalva. Német Mező Város Moson Vármegyében, földes Aszszonya Felséges K. Hertzeg Aszszony Kristina, lakosai katolikusok, és evangelikusok, fekszik Lajtha vize mellett, német Jágendorftol egy mértföldnyire, határja nagy, földgye termékeny, réttyei jók, rész szerént pedig rosz szénát is teremnek, legelője marháinak elegendő, szőleji sovány bort termenek, erdeje vagyon nem tsak szükségekre, hanem eladásra is, az Ország úttyában lévén fuharozással is kereshet, Lajtha vize néha el önti réttyeit, mindazáltal első Osztálybéli.”
Fényes Elek szerint „Zarándfalu, (Zorndorf), csinos német falu, Moson vmegyében, róna, de felette kies és termékeny vidéken, a Lajta jobb partján, a moson-brucki postautban: 1200 lak., kiknek fele r. kath., fele evang., saját anyatemplomokkal és lelkészekkel. Határa első osztálybeli, s a lakosok birnak 159 7/ urbéri telek után 4125 hold gazdag fekete agyag szántóföldet, 479 h. kövér rétet, sok káposztáskertet. Az állattenyésztés nagy fontosságu. Igy az uraság tart 5000 darab merino juhot, s a lakosok juhon és jó lovakon kivül 360 jármas ökröt. Van itt sok urasági majorságföld, nagy magház, nemes curia; 4 kerekü uradalmi malom a Lajta vizén, salétrom-főzőház. Erdeje a legszebbek közül való a megyében, s két részre oszlik, u. m. tölgyes és nyárfás erdőre. Feszler jeles történetirónk itt született. A főherczegi m. óvári uradalomhoz tartozik, de a Huszty családnak is van itt egy nemes udvara.”
1910-ben 2132, többségben német lakosa volt, jelentős magyar kisebbséggel. A trianoni békeszerződésig Moson vármegye Rajkai járásához tartozott.

## Nevezetességei
- Szent Péter és Pál apostolok tiszteletére szentelt Római katolikus temploma középkori eredetű. Főoltárképét Franz Anton Maulbertsch festette.
- Az 1600 körül épített malom alapfalaira 1773-ban épített  Esterházy-malom. Ma magántulajdon.
- Evangélikus temploma 1783-ban épült a Huszty család által adományozott területre. A templom tornyát 1841-ben építették.

## Híres emberek
- Itt született 1756-ban Fessler Ignác Aurél író, filozófus, evangélikus teológiai doktor.
- Itt volt evangélikus lelkész Andreas Grailich (1768, Rozsnyó, ma Szlovákia - 1843, Zurány), aki 1818-ban  készítette el „Moson vármegye leírása” című munkáját.

## Külső hivatkozások
- Hivatalos oldal Archiválva 2021. május 8-i dátummal a Wayback Machine-ben
- Zurány az Osztrák Statisztikai Hivatal honlapján